# Bragmayer Zsanett
Bragmayer Zsanett (2015-ig Horváth Zsanett) (Budapest, 1994. március 29. –) magyar triatlonista.

## Pályafutása
A 2011-es junior Eb-n 30. volt. A vegyescsapatban nyolcasik lett. A 2013-as junior Eb-n hatodik helyen végzett. A 2015. évi Európa-játékokon 15. volt. A 2017-es rövidtávú triatlon Eb-n a vegyes váltóban (Dévay Márk, Kovács Zsófia, Bicsák Bence) kilencedik volt. A 2017-es U23-es Eb-n második volt. Ugyanitt a vegyesváltó (Dévay, Sebők Klaudia, Bicsák) ötödik volt. 2018 júliusában a sprinttávú Európa-bajnokságon tizedik lett. Augusztusban a kozéptávú Eb-t gyomorproblémái miatt feladta. A vegyesváltóval (Kovács Zs., Tóth Tamás, Dévay) negyedik helyezést szerzett. 2019 májusában az aquatlon világbajnokságon ezüstérmet szerzett. A 2020-as triatlon vb-n egyéniben 18., vegyesváltóban (Bicsák , Kovács Zs., Faldum Gábor) 12. volt.
A 2021-ben Tokióban rendezett 2020. évi nyári olimpiai játékokon minden idők legjobb magyar női triatlonos helyezését elérve a 12. helyen végzett. A vegyes váltók versenyében 11. lett a magyar csapat (Bicsák Bence, Kovács Zsófia, Tóth Tamás) tagjaként. A 2024-es párizsi olimpián egyéniben a 26. helyen végzett.

## Eredményei
Magyar bajnokság
Triatlon
- sprint
  - aranyérmes: 2015, 2016, 2017, 2018, 2020
- olimpiai táv
  - aranyérmes: 2020
  - ezüstérmes: 2017
- vegyes váltócsapat
  - ezüstérmes: 2016
  - bronzérmes: 2017, 2019, 2021
- Sprint klubcsapat
  - aranyérmes: 2011, 2012
  - bronzérmes: 2014, 2019
- Női váltó
  - aranyérmes: 2012

dutalon
- sprint
  - aranyérmes: 2018, 2019, 2021
- bronzérmes: 2011
- sprint vegyesváltó
  - aranyérmes: 2019, 2020

## Díjai, elismerései
- Az év magyar triatlonosa: 2018, 2020, 2021,[17] 2023,[18] 2024[19]